# Alfa Ophiuchi
Az Alfa Ophiuchi (α Oph, α Ophiuchi, Rasalhague) a Kígyótartó csillagkép legfényesebb csillaga, óriáscsillag.
A Rasalhague név az arab رأس الحية (raʾs al-ḥayyah) kifejezésből ered, melynek jelentése: „a kígyó feje”.

## Kettőscsillag
Az alfa Oph kettősségét elsőként N. E. Wagman állapította meg asztrometriai módszerrel, 1944-45 táján. A keringési periódusra 9 évet kapott. Az első konkrétabb eredményeket McAlister és Hartkopf érte el 1984-ben, folt-interferometriai módszerrel az infravörös tartományban, így az alfa Oph kettősként az MCY 4 nevet kapta. A továbbiakban egyre pontosabb mérések születtek a rendszerről. Az összes rendelkezésre álló adatból George Gatewood 2005-ben meghatározott minden paramétert, melyek közül a fontosabb pályaelemek az alábbiak:
- Keringési periódus: 8,616 év
- Excentricitás: 0,82
- A pálya fél nagytengelye: 0,4396"
- A periasztron átmenet időpontja: 2003,559

A megfigyelési adatok feldolgozásánál a parallaxis mellett meghatározta a komponensek tömegét (2,842 és 0,778 naptömeg) és színképtípusát is (A5 IV és K2 V).
A USNO adatbázisában tíz, 1982 és 2009 között végzett mérés található (a 11. negatív mérés, a Hipparcos program keretében nem sikerült a komponenseket felbontani). Az utolsó nyolcat 2002 és 2009 között Hinkley és munkatársai végezték több adaptív optikájú teleszkóppal.